# Groninger Dagblad (1992-2001)
Het Groninger Dagblad was een ochtendkrant in de provincie Groningen. De krant ontstond in 1992 uit een fusie van de Winschoter Courant en Dagblad De Noord-Ooster en wilde naam maken door fanatieke nieuwsgaring en een vlotte, korte schrijfstijl. De krant werd in 1995 overgenomen door de Hazewinkel Persgroep en kreeg toen ook een stadseditie: Groninger Dagblad Stad.
In 2001 ging GDS samen met het Nieuwsblad van het Noorden over in het Dagblad van het Noorden. Dit werd een ochtendkrant. Groninger Dagblad Stad werd als eerste als ochtendeditie gepubliceerd om te kijken of het publiek in Groningen klaar was voor een ochtendkrant. Tijdens de crisis rond het aftreden van burgemeester Ouwerkerk in 1998 was de krant al eens met een ochtendeditie verschenen, die gratis huis aan huis werd bezorgd.
Verslaggevers van GDS kwamen later terecht in leidinggevende posities, zowel in de landelijke als in de regionale pers. Hoofdredacteur Jan Bonjer vertrok naar het Algemeen Dagblad. Bonjer nam enkele vertrouwelingen mee, onder wie een van de bedenkers van GDS en een plaatsvervangend chef.
Van 1911 tot 1948 was al een ochtendkrant onder de naam Groninger Dagblad verschenen.